# اوزورا، هوکایدو
اوزورا، هوکایدو (به لاتین: Ōzora, Hokkaido) یک منطقهٔ مسکونی در ژاپن است که در Okhotsk Subprefecture واقع شده‌است. اوزورا  ۸٬۳۹۴ نفر جمعیت دارد.